# Glypta glypta
Glypta glypta là một loài tò vò trong họ Ichneumonidae.